# Laza (Hiszpania)
Laza – gmina w Hiszpanii, w prowincji Ourense, w Galicji, o powierzchni 215,91 km². W 2011 roku gmina liczyła 1541 mieszkańców.